# 边杖子镇
边杖子乡，是中华人民共和国辽宁省朝阳市龙城区下辖的一个乡镇级行政单位。

## 行政区划
边杖子乡下辖以下地区：
边杖子村、大房申村、火神庙村、黄金店村、辛杖子村、姑营子村、朱杖子村、新房村和林杖子村。